# Bayraktar Tactical UAS
Bayraktar Tactical UAS é uma família de veículos aéreos não tripulados (VANTs) de combate e reconhecimento desenvolvida pela empresa turca Baykar. Os veículos foram desenvolvidos inicialmente para as Forças Armadas da Turquia. A palavra Bayraktar significa ''Porta-bandeira'' em turco.

## Bayraktar Mini UAV
O Bayraktar Mini UAV é um veículo aéreo não tripulado de pequeno porte, e foi o primeiro VANT a ser produzido pela Baykar.
O projeto do sistema começou em 2004, com o conceito de vigilância e reconhecimento aéreo diurno e noturno de curto alcance. O protótipo inicial do veículo foi desenvolvido em 2005 e, após demonstrações de voo autônomo bem-sucedidas, a Baykar recebeu um contrato para iniciar a produção em série pelas Forças Armadas da Turquia. O primeiro lote foi composto por 19 aeronaves, que foram implantadas principalmente no sudeste da Turquia para uso em operações de antiterrorismo.

## Bayraktar TB1
O Bayraktar TB1 (ou Bayraktar Çaldıran) foi um protótipo de VANT feito para um programa das Indústrias de Defesa da Turquia, iniciado em 2007.
Em 2009, a Kale-Baykar, um empreendimento conjunto entre o Kale Group e a Baykar, demonstrou seu sistema com capacidade de decolagem e pouso totalmente autônomo. A aeronave foi selecionada como a vencedora. Entretanto, o projeto do Bayraktar TB1 não seguiu em frente, com ambas as partes preferindo criar outro protótipo, que se tornaria o Bayraktar TB2.

## Bayraktar TB2
O Bayraktar TB2 é um VANT de combate, projetado para ser empregado em operações de ataque ao solo. A Baykar começou a desenvolvê-lo a pedido do Governo Turco.
O Bayraktar TB2 realizou seu voo inaugural em agosto de 2014 e desde então somou mais de 400 mil horas em voo. As Forças Armadas Turcas são o maior usuário do drone, mas um modelo feito para exportação já foi vendido para vários países, como a Ucrânia e o Azerbaijão.

## Bayraktar Akıncı
O Bayraktar Akıncı foi o primeiro VANT de grande autonomia e média altitude produzido pela Baykar, com o pretexto de ser o sucessor do TB2. As primeiras unidades entraram em operação pela Força Aérea Turca em 2021.
O Akıncı tem a capacidade de permanecer no ar por até 25 horas, além de ter um teto operacional de 45 mil pés.